# 蘭利峰
蘭利峰（英語：Langley Peak），是南極洲的山峰，位於葛拉漢地的戴維斯海岸，處於柯蒂斯灣以東6公里的賴特冰山麓西端，由英國南極名稱諮詢委員會命名，現時由南極條約體系管理。